# Sadaye Mustafayeva
Sadaye Ismayil gizi Mustafayeva (en azerí: Sədayə İsmayıl qızı Mustafayeva; 15 de julio de 1926, Shaki – 13 de agosto de 2004, Gəncə) fue una actriz de teatro y de cine de Azerbaiyán.

## Biografía
Sadaye Mustafayeva nació el 15 de julio de 1926 en la ciudad de Shaki.
Sadaye Mustafayeva empezó a trabajar como actriz en el Teatro Estatal de Drama de Sheki. Continuó sus actividades en los teatros Agdash y Goychay. En marzo de 1950, por invitación del director del Teatro Estatal de Drama de Ganja, Mammad Burjaliyev, Sadaya se convirtió en actriz de este teatro. Ha interpretado más de 400 papeles en el escenario teatral. La actriz participó en más de 20 películas.
Sadaye Mustafayeva falleció el 13 de agosto de 2004 en la ciudad de Gəncə.

## Premios y títulos
- Artista de Honor de la RSS de Azerbaiyán (1958)
- Artista del pueblo de la RSS de Azerbaiyán (1981)[4]
- Jubilación personal del Presidente de la República de Azerbaiyán (2003)